# サンドウィッチマンの週刊ラジオジャンプ
『サンドウィッチマンの週刊ラジオジャンプ』（サンドウィッチマンのしゅうかんラジオジャンプ）は、TBSラジオで2017年7月1日（暦日7月2日）から2018年12月29日（暦日12月30日）まで毎週日曜未明0時台（土曜深夜24時台、日本標準時）に放送されたトーク番組。

## 概要
集英社が発行する漫画雑誌『週刊少年ジャンプ』が2018年に創刊満50周年を迎えることを記念し、TBSラジオとコラボレーションした番組。例外はあるが『週刊少年ジャンプ』に連載中、または連載経験のある漫画家を毎週ゲストに招き、サンドウィッチマンがその漫画家の素顔や本音、作品についての解説などを聞き出す。
インターネットラジオ用のアプリ『ラジオクラウド』では、本放送でカットされた話を追加したものを放送終了後に配信していた。
企画立案はジャンプ副編集長の大西恒平。50周年をきっかけに様々な漫画家と打ち合わせするうちに逸話を紹介したいと思ったからだという。

## 出演

### パーソナリティ
- サンドウィッチマン

### ナレーション
- 日比麻音子（TBSアナウンサー）

ラスト3週のみスタジオ出演した。2017年10月21日・28日放送分のみ安東弘樹が、2017年12月30日・2018年1月6日放送分のみ上村彩子が代理でナレーションを担当。

## スタッフ
- プロデューサー:志田卓[1]

## 放送時間
- 毎週日曜日（土曜深夜） 0:30 - 1:00（2017年7月2日〈1日深夜〉 - 2018年4月1日〈3月31日深夜〉）
- 毎週日曜日（土曜深夜） 0:00 - 0:30（2018年4月8日〈7日深夜〉 - 2018年12月30日〈29日深夜〉）

## これまでのゲスト
カッコ内は『週刊少年ジャンプ』や兄弟誌の『少年ジャンプ+』、『ジャンプスクエア』、『最強ジャンプ』などもで連載された作品。時系列順で並べている。
- 2017年7月1日・7月8日：宮下あきら（私立極道高校、激!!極虎一家、嗚呼!!毘沙門高校、ボギー THE GREAT、魁!!男塾、瑪羅門の家族、BAKUDAN）
- 2017年7月15日・7月22日：森田まさのり（ろくでなしBLUES、ROOKIES、べしゃり暮らし）
- 2017年7月29日・8月5日：稲垣理一郎（アイシールド21、Dr.STONE、共に原作）
- 2017年8月12日・8月19日：うすた京介（セクシーコマンドー外伝 すごいよ!!マサルさん、武士沢レシーブ、ピューと吹く!ジャガー、フードファイタータベル）
- 2017年8月26日・9月2日：松井優征（魔人探偵脳噛ネウロ、暗殺教室）
- 2017年9月9日・9月16日：中野博之（週刊少年ジャンプ11代目編集長）
- 2017年9月23日・9月30日：許斐剛（COOL - RENTAL BODY GUARD -、テニスの王子様、新テニスの王子様）
- 2017年10月7日・10月14日：藤巻忠俊（黒子のバスケ、ROBOT×LASERBEAM）
- 2017年10月21日・10月28日：平松伸二（ドーベルマン刑事、リッキー台風、ブラック・エンジェルズ、ラブ&ファイヤー、キララ）
- 2017年11月5日・11月12日：久保帯人（ZOMBIEPOWDER.、BLEACH）
- 2017年11月19日・11月26日：にわのまこと（THE MOMOTAROH、超機動暴発蹴球野郎 リベロの武田、BOMBER GIRL、陣内流柔術武闘伝 真島クンすっとばす!!、Base Boys）
- 2017年12月2日・12月9日：篠原健太（SKET DANCE、彼方のアストラ）
- 2017年12月16日・12月23日：桂正和（ウイングマン、超機動員ヴァンダー、プレゼント・フロム LEMON、電影少女、D・N・A² 〜何処かで失くしたあいつのアイツ〜、SHADOW LADY、I"s）
- 2017年12月30日・2018年1月6日：小栗かずまた（花さか天使テンテンくん、もののけ!にゃんタロー、学園探偵エンラクくん、ヘンテコ忍者 いもがくれチンゲンサイ様、最強ボスザル伝アラシ!!!）
- 2018年1月13日・1月20日：附田祐斗（少年疾駆、食戟のソーマ）
- 2018年1月27日・2月3日：真倉翔（天外君の華麗なる悩み、地獄先生ぬ〜べ〜、ツリッキーズピン太郎）
- 2018年2月10日・2月17日：大石浩二（メゾン・ド・ペンギン、いぬまるだしっ、トマトイプーのリコピン）
- 2018年2月24日・3月3日：中井義則（ゆでたまご）（キン肉マン、ゆうれい小僧がやってきた!、SCRAP三太夫、蹴撃手マモル）
- 2018年3月10日・3月17日：つの丸（モンモンモン、みどりのマキバオー、サバイビー、重臣 猪狩虎次郎、ごっちゃんです!!）
- 2018年3月24日・3月31日：浅田貴典（集英社キャラクタービジネス室室長、『ONE PIECE』初代担当）
- 2018年4月7日・4月14日：池沢早人師（旧：池沢さとし）（ハロー! ジュリー、あらし!三匹、鬼っ子、風! 花! 龍!、サーキットの狼、ダイヤモンドスター、街道レーサーGO）
- 2018年4月21日・4月28日：高橋陽一（キャプテン翼、翔の伝説、エース!、CHIBI、キャプテン翼 ワールドユース編）
- 2018年5月5日・5月12日：ビッグ錠（包丁人味平、ピンボケ写太、スタジオHELP）
- 2018年5月19日・5月26日：嶋田隆司（ゆでたまご）（中井義則と同様）
- 2018年6月2日・6月9日：コージィ城倉（プレイボール2）
- 2018年6月16日・6月23日：佐伯俊&森崎友紀（食戟のソーマ）
- 2018年6月30日・7月7日：高橋よしひろ（悪たれ巨人、男の旅立ち、青空フィッシング、翔と大地、銀牙 -流れ星 銀-、-甲冑の戦士-雅武、白い戦士ヤマト、天翔ける瞬間）
- 2018年7月14日・7月21日：幸田もも子（ヒロイン失格、センセイ君主、あたしの!）※出演時点ではジャンプ連載経験なし
- 2018年7月28日・8月4日：江川達也（まじかる☆タルるートくん）
- 2018年8月11日・8月18日：西義之（ムヒョとロージーの魔法律相談事務所、ぼっけさん、HACHI -東京23宮-）
- 2018年8月25日・9月1日：弓月光（ボクの婚約者、みんなあげちゃう、まじだよ!!、甘い生活）
- 2018年9月8日・9月15日：巻来功士（機械戦士ギルファー、メタルK、ゴッドサイダー、ザ・グリーンアイズ）
- 2018年9月22日・9月29日：石原まこちん（THE魔王さま、THE超人様）※出演時点ではジャンプ連載経験なし
- 2018年10月6日・10月13日：大西恒平（週刊少年ジャンプ現副編集長）、本田（週刊少年ジャンプ現班長）、高野（週刊少年ジャンプ現編集）
- 2018年10月20日・10月27日：江口寿史（すすめ!!パイレーツ、ひのまる劇場、ストップ!! ひばりくん!）
- 2018年11月3日・11月10日：手塚るみ子（手塚プロダクション取締役）[5]
- 2018年11月17日・11月24日：ヤマザキマリ（オリンピア・キュクロス）
- 2018年12月1日・12月8日：矢吹健太朗（邪馬台幻想記、BLACK CAT、To LOVEる -とらぶる-、迷い猫オーバーラン!、ダーリン・イン・ザ・フランキス）
- 2018年12月15日・12月22日・12月29日：森田まさのり、長田悠幸

## ネット局
| 放送対象地域   | 放送局                 | 放送時間                                                  | 放送期間                                                                                                   | 遅れ       |        |
| -------------- | ---------------------- | --------------------------------------------------------- | --- | ---------- | ------ |
| 関東広域圏     | TBSラジオ              | 土曜 0:30 - 1:00（日曜深夜） 土曜 0:00 - 0:30（日曜深夜） | 2017年7月1日（2日深夜） - 2018年3月31日（4月1日深夜） 2018年4月7日（8日深夜） - 2018年12月29日（30日深夜） | 製作局     | 製作局 |
| 北海道         | 北海道放送             | 日曜 23:30 - 0:00                                         | 2017年10月8日 - 2018年4月1日                                                                               | 遅れネット |        |
| 宮城県         | 東北放送               | 水曜 21:00 - 21:30                                        | | 遅れネット |        |
| 石川県         | 北陸放送               | 日曜 21:30 - 22:00                                        | | 遅れネット |        |
| 福井県         | 福井放送               | 日曜 21:30 - 22:00                                        | | 遅れネット |        |
| 山梨県         | 山梨放送               | 水曜 21:00 - 21:30                                        | | 遅れネット |        |
| 静岡県         | 静岡放送               | 日曜 16:00 - 16:30                                        | | 遅れネット |        |
| 中京広域圏     | CBCラジオ              | 日曜 19:00 - 19:30                                        | 2017年10月8日 - 2018年4月1日                                                                               | 遅れネット |        |
| 岡山県         | 山陽放送               | 土曜 21:00 - 21:30                                        | | 遅れネット |        |
| 徳島県         | 四国放送               | 日曜 22:00 - 22:30                                        | 2018年4月8日 -                                                                                             | 遅れネット |        |
| 高知県         | 高知放送               | 日曜 22:30 - 23:00                                        | | 遅れネット |        |
| 長崎県・佐賀県 | 長崎放送 NBCラジオ佐賀 | 土曜 23:00 - 23:30                                        | | 遅れネット |        |

## 書籍
『サンドウィッチマンの週刊ラジオジャンプ サンドウィッチマンvs.ジャンプ漫画家25 トークバトル!!!!』のタイトルで集英社より2018年8月24日に発売された。集英社社員ゲスト回を除く2017年7月1日 - 2018年7月7日放送分の内容をまとめたものとなっている。